# Molophilus (Molophilus) nakamurai
Molophilus (Molophilus) nakamurai is een tweevleugelige uit de familie steltmuggen (Limoniidae). De soort komt voor in het Palearctisch gebied.